# Кулибаба, Виталий Васильевич
Виталий Васильевич Кулибаба (рум. Vitalie Culibaba; 26 января 1971, Кишинёв) — советский и молдавский футболист, защитник и полузащитник, тренер. Выступал за сборную Молдавии.

## Биография

### Клубная карьера
Дебютировал во взрослом футболе в составе тираспольского клуба «Текстильщик»/«Тирас» (позднее — «Тилигул»). В 1989 году сыграл 4 матча во второй лиге СССР и стал победителем турнира, а в 1990 году провёл 2 матча в первой лиге.
После распада СССР был приглашён в ведущий клуб страны — кишинёвский «Зимбру». В его составе за шесть с половиной лет сыграл более 140 матчей в чемпионатах Молдавии. Многократный чемпион страны (1992, 1992/93, 1993/94, 1994/95, 1995/96, 1997/98), серебряный призёр (1996/97); обладатель (1996/97, 1997/98) и финалист (1994/95) Кубка Молдавии. Принимал участие в играх еврокубков.
После ухода из «Зимбру» снова играл за «Тилигул», а также за середняков и аутсайдеров чемпионата Молдавии — кишинёвские «Молдова-Газ», «Агро», «Политехнику». В течение двух сезонов выступал в России на любительском уровне за команду с Сахалина. В конце карьеры играл в дивизионе «А» за кишинёвскую «Академию».
Всего в высшей лиге Молдавии сыграл 177 матчей (по другим данным — 180), забил 7 голов.

### Карьера в сборной
Дебютировал в национальной сборной Молдавии 6 сентября 1995 года в отборочном матче чемпионата Европы против Уэльса, отыграв все 90 минут. Всего в 1995—1997 годах принял участие в 15 матчах за сборную.

### Тренерская карьера
После завершения игровой карьеры вошёл в тренерский штаб кишинёвской «Академии», некоторое время был главным тренером. Летом 2011 года был назначен главным тренером «Зимбру-2», выступавшего в дивизионе «А». В дальнейшем входил в тренерские штабы клубов «Сперанца» (Крихана Веке), «Верис», «Петрокуб». В нескольких клубах работал ассистентом Олега Беженаря, а в «Верисе» — Игоря Добровольского.
По состоянию на 2015 год тренировал клуб Дивизиона «А» «Сирец», а в сентябре 2016 года возглавил клуб Дивизиона «А» «Гагаузия-Огузспорт», однако команда снялась с турнира, не доиграв сезон. В дальнейшем работал с молодёжной сборной Молдавии. В июле 2019 года стал главным тренером клуба первой лиги Армении «Севан», но уже спустя месяц покинул команду. По состоянию на июнь 2021 года тренирует сборную Молдавии до 18 лет.
Имеет тренерскую лицензию «А».

## Достижения
- Чемпион Молдавии: 1992, 1992/93, 1993/94, 1994/95, 1995/96, 1997/98
- Серебряный призёр чемпионата Молдавии: 1996/97
- Обладатель Кубка Молдавии: 1996/97, 1997/98
- Финалист Кубка Молдавии: 1994/95